# مادزي رولين
مادزي رولين (بالهولندية: Madzy Rollin Couquerque) مواليد 14 أبريل 1903 في لاهاي - الوفاة 16 يوليو 1994 في لاهاي، كانت لاعبة كرة مضرب وهوكي هولندية. استمرت مسيرتها الرياضية من العشرينات إلى الخمسينات الميلادية. فازت بـ 40 بطولة كرة مضرب وطنية ومثلت منتخب هولندا لهوكي الحقل للسيدات 37 مرة.